# Троице-Сергиев храм (Самара)
Троице-Сергиев храм ― православный храм в городе Самаре. Является подворьем Заволжского монастыря в честь Креста Господня Самарской епархии Русской православной церкви.

## История
Храм во имя преподобного Сергия Радонежского стал одним из первых храмов, открытых в Самаре после распада СССР. Новый приход был размещён в здании бывшего хлебного магазина, который вскоре начали перестраивать под храм. Весной 1997 года в нём состоялось первое богослужение.
Особенностью храма является его расположение в высокой точке города, около оживлённой улицы Авроры. С 2000 года с благословения архиепископа Самарского и Сызранского Сергия начались работы по строительству нового храма, который после завершения строительных работ имеет три престола: Святой Троицы в верхнем храме, Благовещения Пресвятой Богородицы в цокольном этаже и в честь преподобного Сергия Радонежского. Эскизный проект реконструкции предложил самарский архитектор Владимира Васильевича Пшенников. Высота новых приделов достигла пятидесяти метров. Роспись главного иконостаса выполнила группа художников под руководством самарского иконописца Виктора Вартановича Чемирзова, иконостасов двух других приделов ― под руководством иконописца Троице-Сергиевой лавры игумена Мануила (Литвинко).
В храме имеются святыни: две иконы «Господь Вседержитель» и икона Николая Чудотворца; частицы святых мощей преподобного Феодора Санаксарского, праведного воина Феодора Ушакова, преподобного Иоасафа Снетогорского, преподобного Корнилия Крыпецкого.
Настоятелем храма является архимандрит Георгий (Шестун).
Одно из главных направлений внецерковной деятельности Троице-Сергиева храма — просветительская и катехизаторско-миссионерская деятельность, которую осуществляет центр духовного просвещения «Радонеж». При центре действуют пресс-служба и редакционно-издательский отдел.